# Uniform m/1923-1937

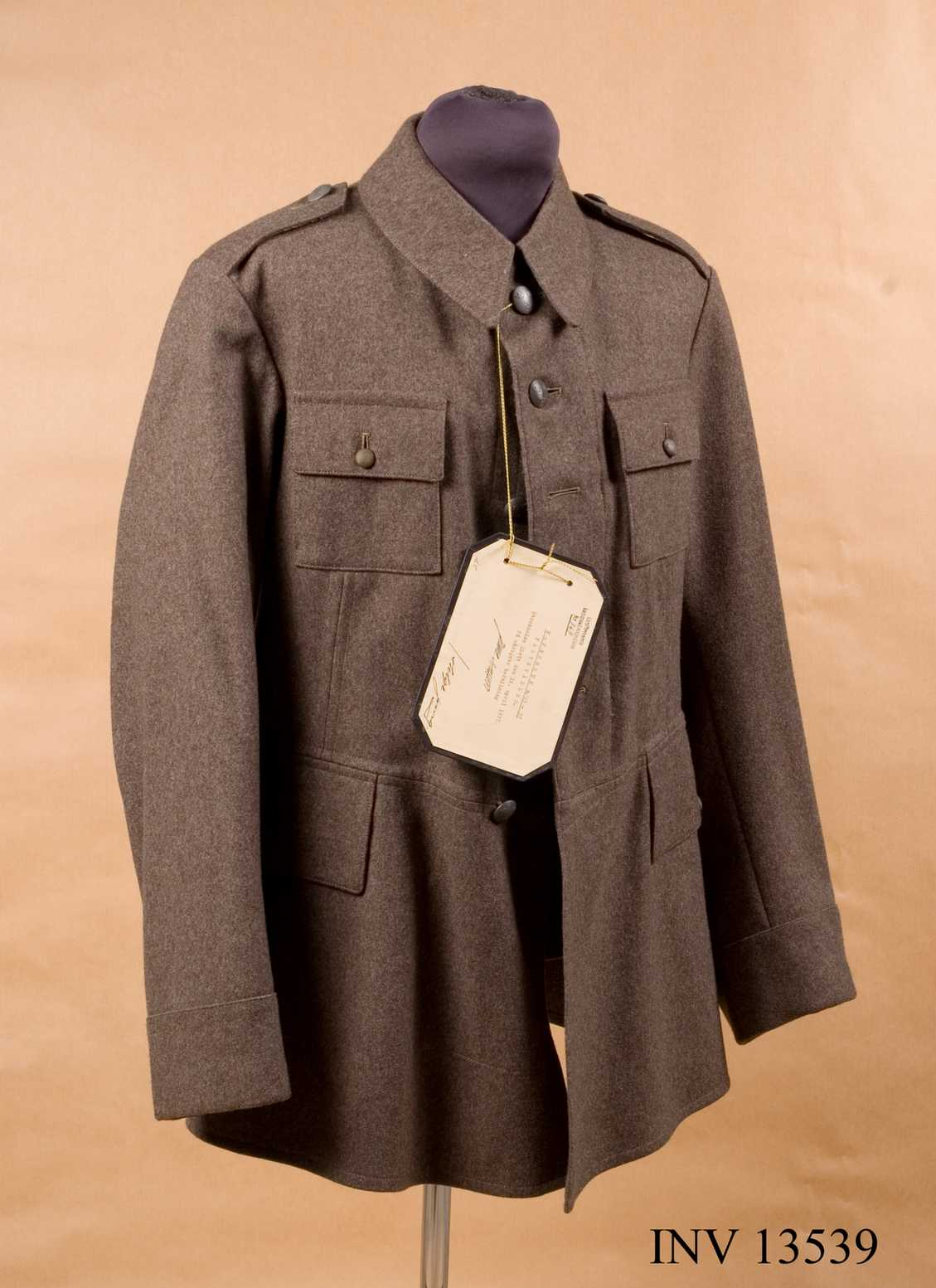
Vapenrock m/1923-1937 för manskap, modellexemplar
(Ur armémuseums samlingar)

Uniform m/1923-1937 var ett tidigare uniformssystem inom Försvarsmakten.

## Användning
Denna enhetsuniform var en mera moderniserad variant av m/1923 och kan betraktas som ett förstadium till m/1939 som även kom att ersätta uniformen.

## Persedlar
Här nedan följer en lista över persedlar till Uniform m/1923-1937.

### Beklädnadspersedlar
- Benläder av brunt läder (för beridet manskap)
- Långbyxor m/1923/Ridbyxor m/1923
- Hjälm m/1937/Hjälm m/1921
- Koppel (för Officerare och Fanjunkare)
- Kängor
- Livrem m/1923
- Lägermössa m/1937
- Skodon
- Sporrar med remmar (för beriden personal)
- Vapenrock m/1923-1937

### Remtygspersedlar
- Ammunitionsgördel av brunt läder (Manskap)
- Hylsaav brunt läder till bajonettbalja
- Hylsa av brunt läder till bajonettbalja (Manskap)
- Pistolfodral (för Officerare och Fanjunkare)
- Sabel med balja (för Officerare och personal i beriden tjänst)